# الک سیتی (ویرجینیای غربی)
الک سیتی (به انگلیسی: Elk City) یک منطقهٔ مسکونی در ایالات متحده آمریکا است که در شهرستان باربر، ویرجینیای غربی واقع شده‌است.